# 曼斯泰 (摩泽尔省)
曼斯泰（法語：Munster，發音：[mœ̃stɛʁ] ⓘ；洛林法兰克语：Minschder）是法国摩泽尔省的一个市镇，属于萨尔堡-萨兰堡区。

## 地理
曼斯泰（48°54'56"N, 6°54'21"E）面积6.6 平方千米，位于法国大東部大區摩泽尔省，该省份为法国东北部内陆省份，是洛林的一部分，西南接默尔特-摩泽尔省，东临下莱茵省，北与卢森堡和德国接壤。
与曼斯泰接壤的市镇（或旧市镇、城区）包括：阿尔贝斯特罗夫、因斯维莱尔、洛尔、托尔舍维尔、维贝斯维莱尔。
曼斯泰的时区为UTC+01:00、UTC+02:00（夏令时）。

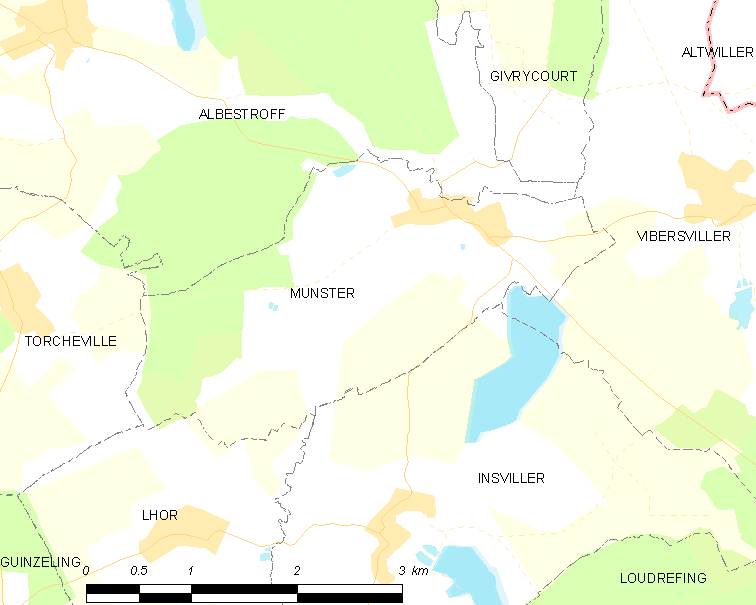
曼斯泰的OSM定位图

## 行政
曼斯泰的邮政编码为57670，INSEE市镇编码为57494。

## 政治
曼斯泰所属的省级选区为索努瓦县。

## 人口

1962-2008年间曼斯泰人口变化图示

曼斯泰于2022年1月1日时的人口数量为235人。